# Milan Vasić
Milan Vasić, né le 8 octobre 1977 à Subotica (Yougoslavie, aujourd'hui en Serbie), est un basketteur franco-serbe. Il est manager général du C' Chartres basket.

## Biographie
Milan Vasić, joueur à forte carrure et démarche nonchalante, témoins d'une fausse lenteur, n'a jamais été spectaculaire dans son jeu mais d'une efficacité au tir à 3 points reconnue.
Il commence le basket-ball à l'âge de 13 ans dans sa ville natale de Subotica, alors en Yougoslavie, et voit ce sport comme un moyen de quitter le pays. Il joue ensuite au KK Vojvodina puis au KK Borac Banja Luka avant de partir en 2002 sur l'archipel des Açores. Il y joue en 1redivision portugaise pendant 6 mois puis rejoint le Stade clermontois Basket Auvergne en Pro B pour y finir la saison 2002-2003.
Il ne reste qu'une saison en Auvergne et rejoint le club de Boulazac Basket Dordogne évoluant alors en Nationale 1, 3e échelon du basket français. Il y reste 3 saisons et joue 33 matchs en Pro B lors du dernier exercice.
Il s'en va jouer à l'ESSM Le Portel Côte d'Opale en 2006, mais le club monte en Pro B à la fin de la saison et Vasić n'est pas conservé, prié de se trouver un autre club.
C'est alors qu'on lui conseille d'aller jouer à Chartres en Eure-et-Loir, à l'Union Basket Chartres Métropole. Équipe ambitieuse et disposant de moyens pour évoluer plus haut que la Nationale 3 dans laquelle elle évolue à son arrivée en 2007. Il devient capitaine de l'équipe au bout de 6 mois et vit deux montées consécutives avec le club : celle en Nationale 2 en 2010 puis celle en Nationale 1 l'année suivante.
Il obtient la nationalité française en 2010 et prend sa retraite sportive à la fin de la saison 2012-2013 après avoir une dernière fois assuré le maintien de l'équipe en 3e division nationale. Il occupe depuis un poste de manager général au sein du club chartrain et fait partie du comité de direction,.